# Asota orbona
Asota orbona är en fjärilsart som beskrevs av Guen. Asota orbona ingår i släktet Asota och familjen nattflyn. Inga underarter finns listade i Catalogue of Life.